# Estrada de Ferro Leopoldina

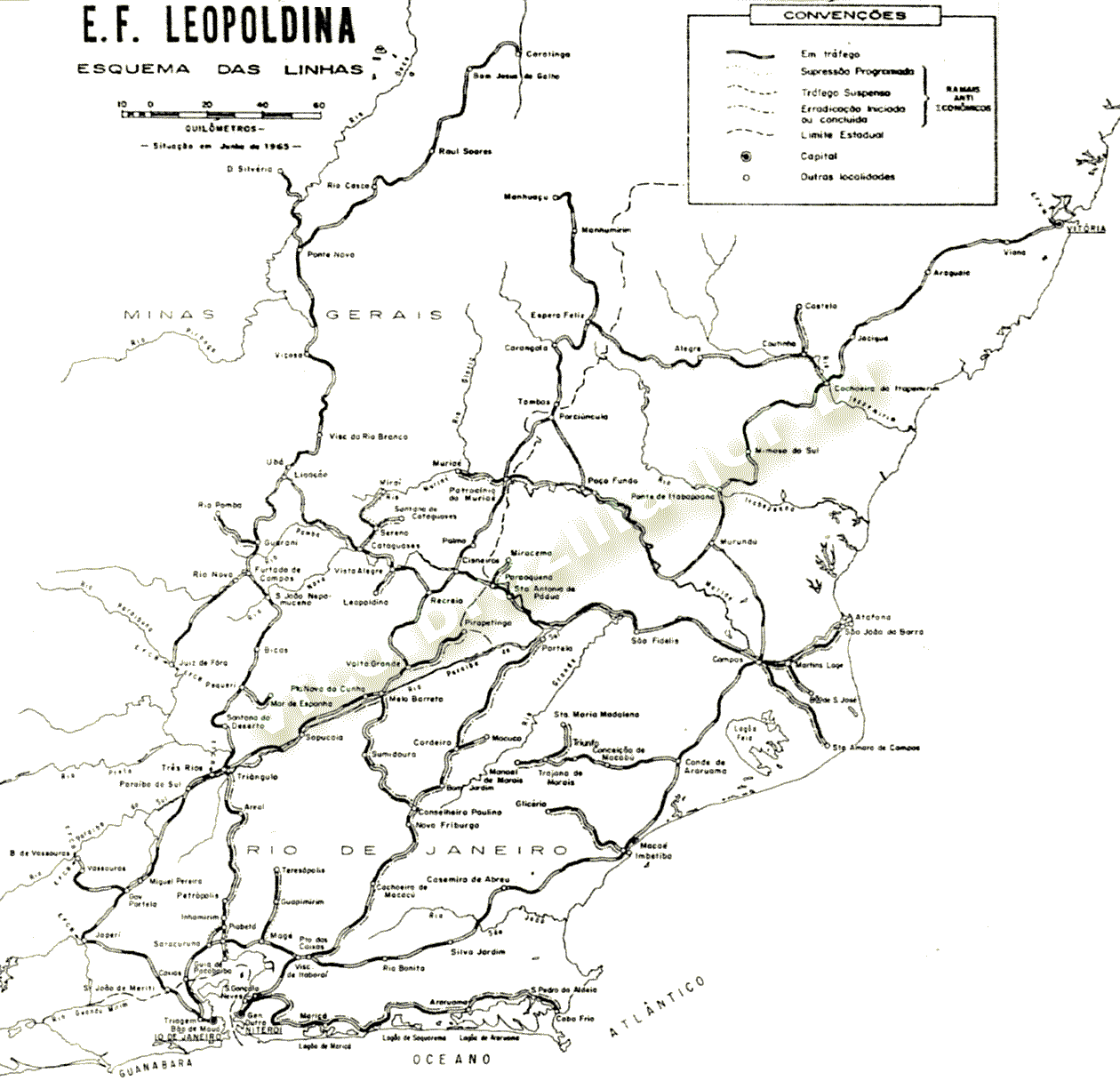
Streckennetz von 1965

Die Estrada de Ferro Leopoldina ist eine historische Eisenbahngesellschaft in Brasilien.

## Geschichte

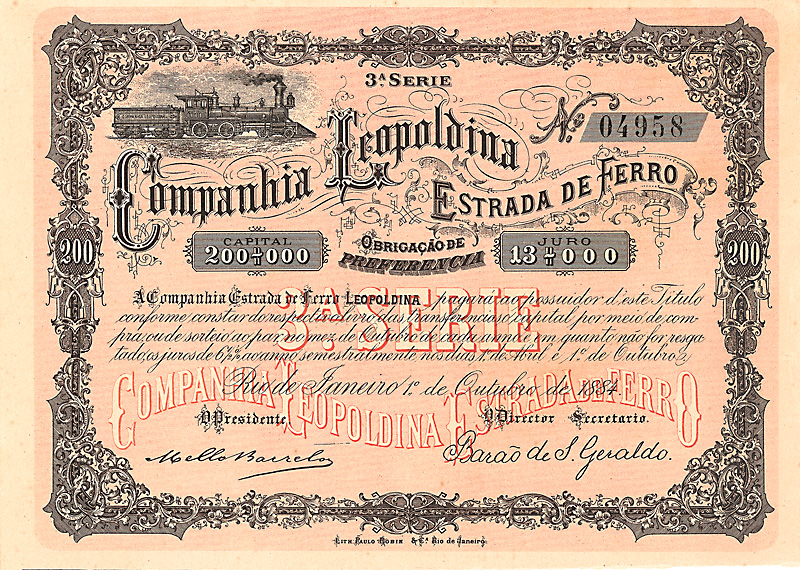
Obligation der Companhia Estrada de Ferro Leopoldina vom 1. Oktober 1884

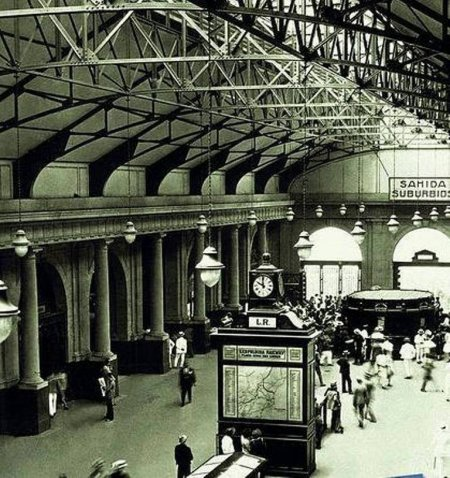
Bahnhof Barão de Maua in Rio de Janeiro, 1926

Die Konstruktion von Eisenbahnlinien in Brasilien war im 19. Jahrhundert mit dem Kaffee und seinem Transport in die Seehäfen verbunden. Deshalb waren es auch die Kaffeebarone, die den Bau von Eisenbahnlinien in Brasilien vorantrieben. Später kamen die verschiedenen Minengesellschaft hinzu.
1871 wurde ein Dekret erlassen, den Präsidenten der Provinz Minas Gerais dazu ermächtigte, pro Kilometer Bahnstrecke eine Subvention zu zahlen und günstige Kredite für den Bau neuer Linien an eine Firma zu vergeben, die den Ort Leopoldina mit Porto Novo do Cunha (heute Além Paraíba) an der Grenze zur Provinz Rio de Janeiro zu verbinden, wo bereits die Schienenstrecke der Estrada de Ferro Dom Pedro II verlief.
Ebenfalls mit einem kaiserlichen Dekret (No. 4.914) wurde daraufhin am 27. März 1872 dem Ingenieur Antônio Paulo de Mello Barreto genehmigt, am 5. Juni 1872 eine Gesellschaft für den Bau einer Eisenbahnlinie mit dem Namen Companhia Estrada de Ferro Leopoldina zu gründen. Die Studien für das erste Teilstück der Strecke mit einer Länge von 38 Kilometern wurden noch im gleichen Jahr am 10. Oktober 1872 begonnen. Im März des folgenden Jahres begannen die Bauarbeiten unter Ingenieur João Gomes do Val.
Der Bau der Meterspurbahn ging mit großer Geschwindigkeit voran, und die Strecke wurde bereits am 8. Oktober 1874 unter Anwesenheit des Königs D. Pedro II (1840–1889) eingeweiht und erreichten später Leopoldina. Auf dieser ersten Strecke verkehrten fünf Dampflokomotiven mit acht Personenwagen und 48 Güterwagen.
Im Anschluss an diese Phase durchlief die Gesellschaft diverse finanzielle Krisen, die zur Übereignung der Gesellschaft an britische Gläubiger führte. Am Ende dieses Prozesses stand die Gründung der The Leopoldina Railway Company Ltd in London, die die Übernahme des Betriebs im 1898 zur Folge hatte. Die neuen Eigentümer begannen damit, Restrukturierungsmaßnahmen und eine Modernisierung durchzuführen. Außerdem erwarben sie weitere 38 kleinere Eisenbahnlinien im Zentrum und im Norden des Staates Rio de Janeiro, im Südosten von Minas Gerais und im Süden von Espírito Santo wie z. B. die Estrada de Ferro Mauá (die erste Bahnstrecke Brasiliens). Die Gesellschaft Leopoldina erreichte so eine Gesamtstreckenlänge von 3.200 Kilometer.
In der Zeit vor und während des Zweiten Weltkriegs verschlechterte sich die finanzielle Situation der Gesellschaft Leopoldina erneut mit dem Absinken des Kaffeeanbaus in der gesamten Region. Da sich die Gesellschaft hiervon nicht mehr erholte, wurde sie in den 50er Jahren in Staatsbesitz überführt und nannte sich Estrada de Ferro Leopoldina (EFL). Sie wurde in die Rede Ferroviária Federal (RFFSA) im Jahre 1957 aufgenommen. Diese Phase war gekennzeichnet vom Niedergang des Bahnverkehrs und einer fortschreitenden Schließung von Teilstrecken. Heute ist unter privater Betriebsführung der Gesellschaft Ferrovia Centro Atlântica (FCA) nur noch ein Bruchteil der ehemaligen Eisenbahnstrecken in Betrieb. Große Teile im Bereich von Rio de Janeiro wurden in den Betrieb suburbaner Vorortzüge übernommen.

## Überblick der Eisenbahnstrecken

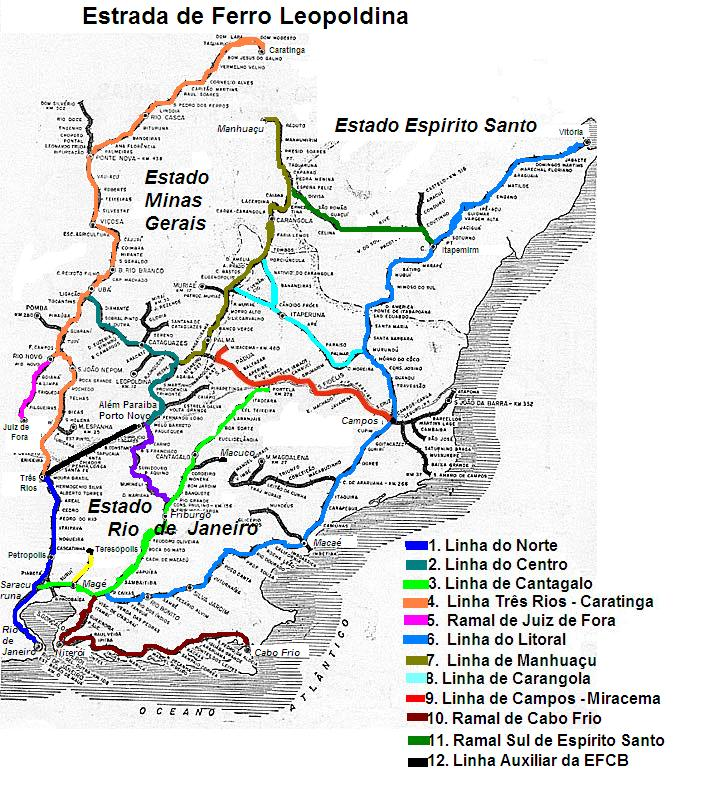
Streckennetz der E.F. Leopoldina

Die folgenden Eisenbahnlinien befanden sich in Operation durch die Gesellschaft Leopoldina:
- Linha de Carangola
- Linha de Três Rios-Caratinga
- Linha do Norte
- Ramal de Guia de Pacobaíba (E. F. Mauá)
- Ramal de São José do Rio Preto
- Linha de Cantagalo – (Saracuruna-Visconde de Itaboraí-Friburgo)
- Ramal de Teresópolis
- Linha do Litoral
- Linha do Centro
- Linha de Campos - Miracema
- Linha de Manhuaçu
- Ramal de São José do Rio Preto
- Ramal do Sumidouro
- Ramal de Paraoquena
- Ramal do Poço Fundo
- Ramal de Campista
- Ramal de Santo Amaro de Campos
- Ramal de Barão de São José (Colomins)
- Ramal de Santa Maria Madalena
- Ramal de Manoel de Morais
- Ramal de Juíz de Fora
- Ramal de Cabo Frio (E. F. Maricá)
- Ramal Sul de Espírito Santo

## Fahrzeuge

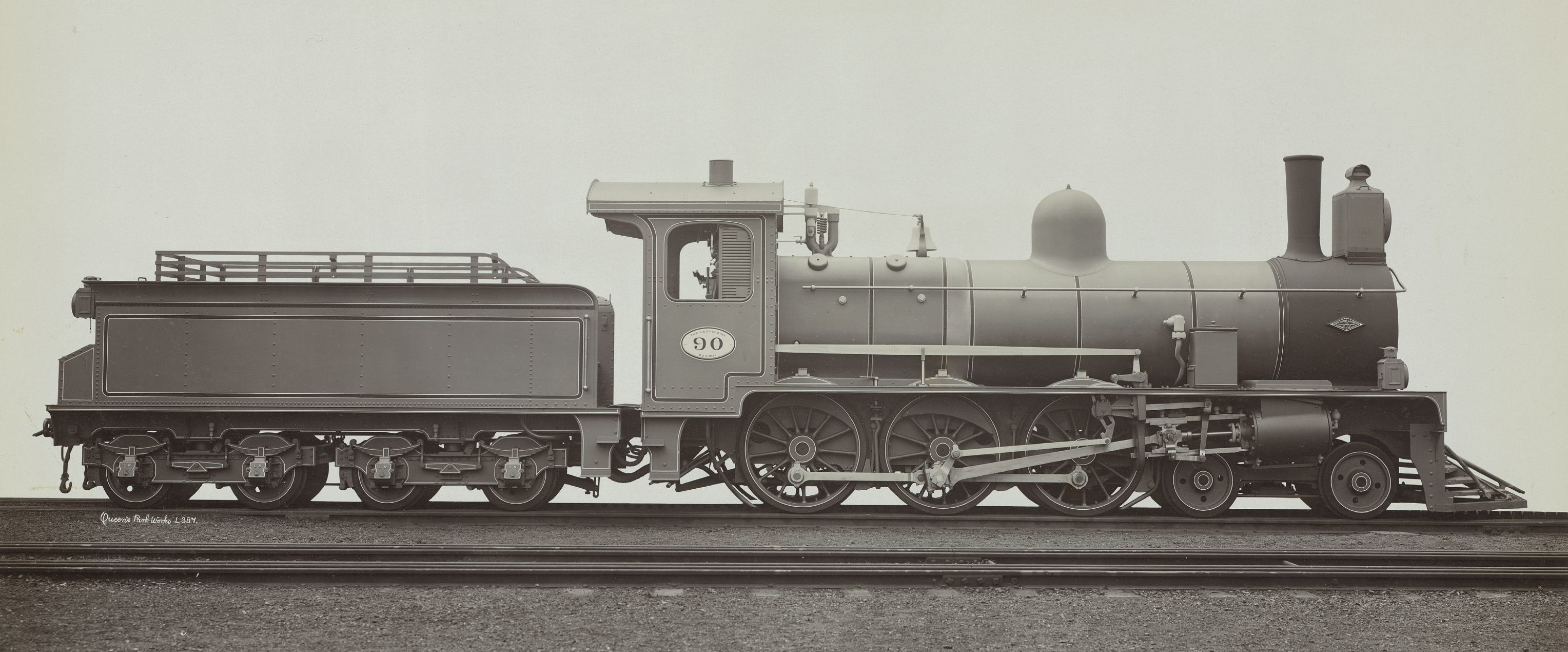
Lokomotive Nr. 90, gebaut 1909 bei North British Locomotive Company

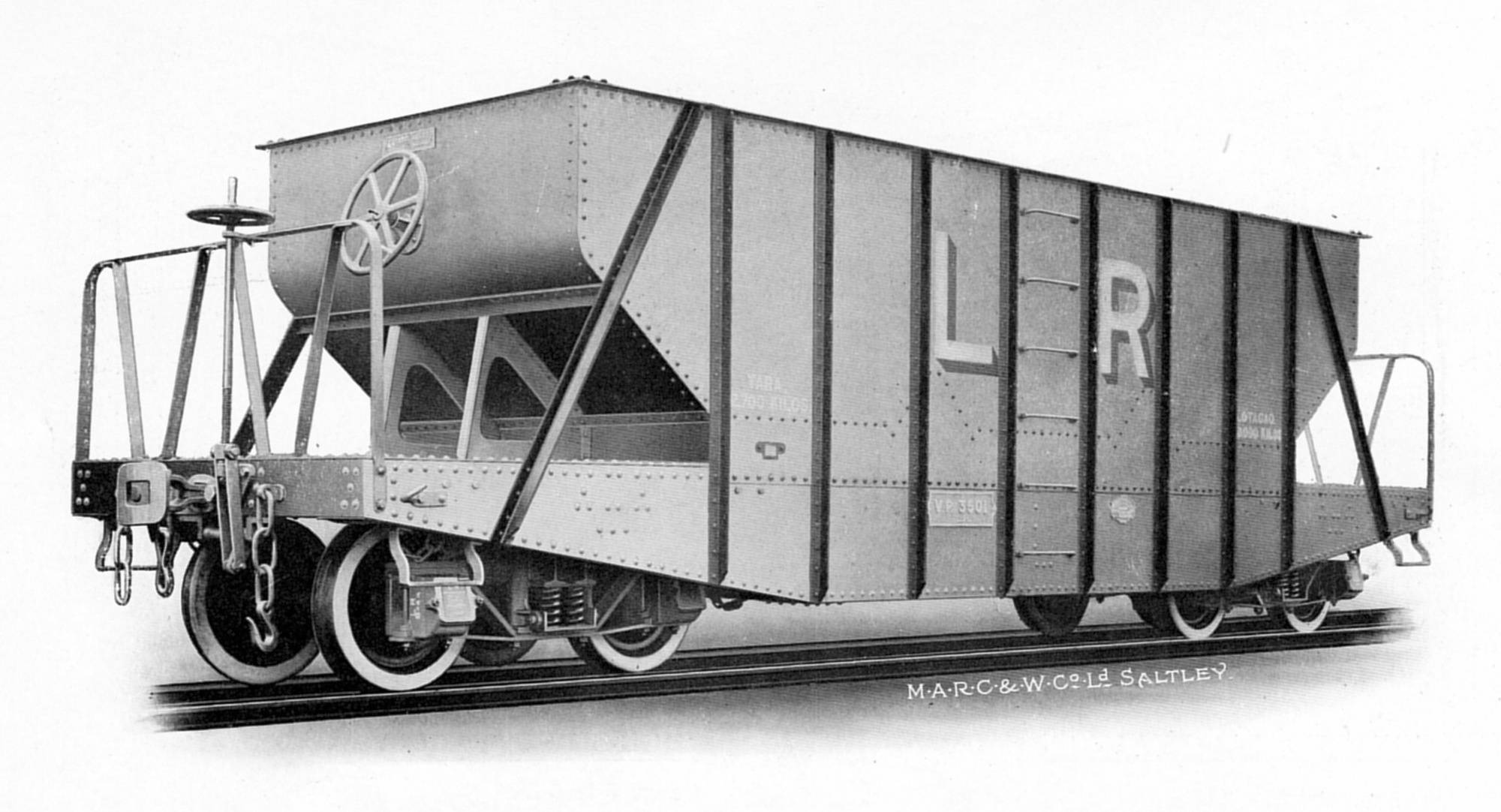
Selbstentladewagen um 1910

1928 wurde ein Dampftriebwagen von Sentinel in Großbritannien gekauft, der als Inspektionsfahrzeug zum Einsatz kam. 1929 wurden versuchsweise zwei Garratt-Lokomotiven angeschafft. Diese waren so erfolgreich im Einsatz, dass bis 1943 bei Beyer-Peacock 18 weitere Exemplare bestellt wurden. 1936 war die Gesellschaft im Besitz von 303 Lokomotiven, 380 Personenwagen und 2832 Güterwagen.